# Cees Bolding
Cornelis “Cees” Bolding (Wormerveer, 7 januari 1897 - Den Haag, 1 november 1979) was een Nederlandse kunstschilder, tekenaar en etser. 

## Biografie
Bolding werd opgeleid aan de Rijksschool voor Kunstnijverheid en de Rijksacademie van Beeldende Kunsten in Amsterdam. Hij gaf les aan de Rijksnormaalschool voor Teekenonderwijzers. 
Zijn werk maakte deel uit van het schilderevenement tijdens de kunstwedstrijd op de Olympische Zomerspelen van 1928.
Bolding was een schilder van landschappen, portretten en stadsgezichten. Hij verwierf bekendheid met schilderijen van arbeiders, zoals zijn studies van Scheveningse nettenboetsters.
Bolding ontving een Koninklijke Subsidie en werd onderscheiden met de Cohen Gosschalkprijs, de Willink van Collenprijs en de zilveren medaille van de Prix de Rome.